# (2644) Víctor Jara
(2644) Víctor Jara, internationalement (2644) Victor Jara est un astéroïde de la ceinture principale.

## Description
(2644) Víctor Jara est un astéroïde de la ceinture principale. Il fut découvert par Nikolaï Tchernykh le 22 septembre 1973 à Nauchnyj. Il présente une orbite caractérisée par un demi-grand axe de 2,17 UA, une excentricité de 0,166 et une inclinaison de 2,68° par rapport à l'écliptique.
Il fut nommé en hommage au chanteur chilien Víctor Jara (1932-1973).

## Compléments